# لروی-ژاک میکلز
لروی-ژاک میکلز (انگلیسی: Leroy-Jacques Mickels؛ زادهٔ ۲۵ ژوئن ۱۹۹۵) بازیکن فوتبال است.
از باشگاه‌هایی که در آن بازی کرده‌است می‌توان به باشگاه فوتبال آلمانیا آخن اشاره کرد.